# Kamenka (affluente del Katun')
Il Kamenka (in russo  Каменка?) è un fiume della Siberia meridionale; è uno degli affluenti di sinistra del Katun'. Scorre nei rajon Altajskij, Sovetskij e Smolenskij del Territorio dell'Altaj, in Russia.

## Geografia
Il fiume scende dalle pendici della cresta Seminskij (Семинский хребет), negli Altaj occidentali. La sua lunghezza è di 110 km, il bacino è di 2 030 km². All'altezza del villaggio di Sovetskoe, la sua portata media annua è di 10,39 m³/s. Si immette poi nel Katun' 8 km prima che questo si unisca alla Bija dando origine all'Ob'.
Oltre a Sovetskoe, attraversa anche i villaggi di Altajskoe e Nižnekamenka.